# Beurener Tunnel
Der Beurener Tunnel im Landkreis Esslingen in Baden-Württemberg ist ein 399 m langer, einröhriger Straßentunnel. Der Tunnel ist Teil der Ortsumfahrung Beuren im Zuge der L 1210. Der Baubeginn war 2003, freigegeben wurde der Tunnel am 25. Februar 2005. 
Bauherr war das Land Baden-Württemberg. 200 m des Tunnels wurden in offener und 199 m in bergmännischer Bauweise gebaut. Die Gesamtkosten der Maßnahme Ortsumfahrung Beuren (einschließlich Tunnel) betrugen rund 15 Mio. €.